# Sully Prudhomme

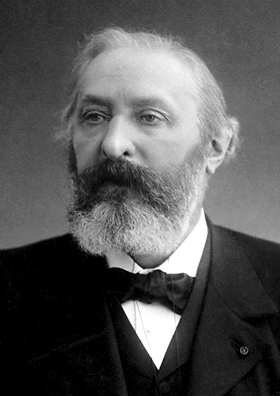
Sully Prudhomme

Sully Prudhomme [syˈli pʀyˈdɔm] (eigentlich René Armand François Prudhomme; * 16. März 1839 in Paris; † 7. September 1907 in Châtenay-Malabry) war ein französischer Schriftsteller. Er war der erste Nobelpreisträger für Literatur. Sein bekanntestes Gedicht ist Le Vase brisé (1865).

## Leben
Der in der Pariser Rue du Faubourg Poissonnière 34 geborene Prudhomme wuchs in einer bürgerlichen katholischen Familie auf. Am Lycée Bonaparte legte er die Reifeprüfung zunächst im naturwissenschaftlichen («baccalauréat scientifique») und dann im altsprachlich-literarischen Zweig («baccalauréat de lettres») ab. Nach kurzer Tätigkeit bei der Firma Schneider, dem „französischen Krupp“, in Le Creusot gab er die Absicht, Ingenieur zu werden, auf und absolvierte ein Jurastudium. Danach arbeitete er kurze Zeit als Anwalt in Paris.
Da er schon seit längerer Zeit Gedichte verfasste, besann er sich mit Mitte zwanzig auf sein ererbtes Vermögen und widmete sich ganz der Literatur und der Philosophie, wobei er die Welt der Technik und der Wissenschaft mit der des Geistes und der Schönheit zu verbinden versuchte.
Zunächst schrieb Sully Prudhomme, wie er sich nun als Autor nannte, kunstvoll ziselierte Gedichte in der eher kühlen Manier der Parnassiens, die er in Zeitschriften publizierte und von Zeit zu Zeit gesammelt in Buchform herausgab (Titel siehe unten).
Seine Teilnahme am Deutsch-Französischen Krieg 1870/71, die er mit starken gesundheitlichen Problemen beendete, verarbeitete er in Impressions de la guerre (1872) und La France (1874).
Hiernach schwenkte er auf eine «poésie personnelle» um: auf Gedichte, die formale Eleganz mit schönen Bildern, schönen Gedanken und schönen Gefühlen gefällig vereinen und von den Lesern der Zeit ebenso goutiert wurden wie die gefälligen philosophischen Essays über vielerlei Themen, die er in großer Zahl produzierte.
1881 fand er seine Anerkennung als Literat durch die Aufnahme in die Académie française. Die Académie royale des Sciences, des Lettres et des Beaux-Arts de Belgique in Brüssel nahm ihn 1885 als assoziiertes Mitglied auf. Anerkennung auch als moralische Autorität fand er 1895 durch die Ernennung zum Chevalier de la Légion d’honneur (Ritter der Ehrenlegion). Als 1901 der erste Nobelpreis für Literatur vergeben wurde, erhielt ihn Sully Prudhomme.
Heute ist er auch in Frankreich praktisch unbekannt.
Sully Prudhomme fand seine letzte Ruhestätte auf dem Cimetière du Père-Lachaise in Paris.

## Werke
- Stances et poèmes (Gedichte, 1865)
- Les épreuves (Gedichte, 1866)
- Les solitudes (1869)
- Les destins (Gedichte, 1872)
- La justice (Gedichte, 1878)
- Croquis italiens
- Les vaines tendresses (1875)
- Le prisme (Gedichte, 1886)
- Le bonheur (Gedichte, 1888)
- Testament poétique (1901)
- Journal intime
- Réflexions sur l'art des vers (Aufsatz, 1892)
- Épaves (Gedichte, posthum 1908)

### In deutscher Übersetzung
- Sully Prudhomme: Intimes Tagebuch und Gedanken. Übersetzt von Gerda Munk und Hans Roesch. Übersetzung des Begleittexts von Anna Sannwald. Mit einer Bibliographie der Werke S. Prudhommes. Zürich: Coron 1965 (= Nobelpreis für Literatur, 1).